# Neoepinnula orientalis
Neoepinnula orientalis är en fiskart som först beskrevs av John Dow Fisher Gilchrist och Von Bonde 1924.  Neoepinnula orientalis ingår i släktet Neoepinnula och familjen havsgäddefiskar. Inga underarter finns listade i Catalogue of Life.